# Momir Rnić
Momir Rnić (Sečanj, 3 de febrero de 1955) fue un jugador de balonmano yugoslavo. Fue miembro habitual de la Selección de balonmano de Yugoslavia. Su hijo, Momir Rnić, es también jugador de balonmano.
Con la selección ganó la medalla de oro en los Juegos Olímpicos de Los Ángeles 1984 y la medalla de bronce en los Juegos Olímpicos de Seúl 1988 y la medalla de oro en el Campeonato Mundial de Balonmano Masculino de 1986.

## Palmarés

### TV Niederwürzbach
- 2.Bundesliga (1988-1989)

## Clubes
- RK Proleter Zenjanin
- TV Niederwürzbach (1986-1990)
- TV Altenkessel